# Трансверсаль
Не путать с трансверсалью треугольника.
Трансверса́ль (система различных представителей) — понятие из теории множеств, которое является достаточно важным для всей дискретной математики. Оно также существует в логике и линейной алгебре.
В математике, для заданного семейства множеств {\displaystyle S}, трансверсаль (также называемая в некоторой зарубежной литературе сечением (англ. cross-section)) - это множество, содержащее ровно один элемент из каждого множества из {\displaystyle S}. Когда множества из {\displaystyle S}  не пересекаются друг с другом, каждый элемент трансверсали соответствует ровно одному элементу {\displaystyle S}  (множество, членом которого он является). Если исходные множества являются пересекающимися, существует два варианта определения трансверсали. Первый вариант имитирует ситуацию, когда множества взаимно не пересекаются, заключается в существовании биекции {\displaystyle \varphi } от трансверсали к {\displaystyle S}, так что для каждого {\displaystyle x} в трансверсали получаем, что {\displaystyle x} отображается в некоторый элемент {\displaystyle \varphi (x)} . В этом случае трансверсаль также называется системой различных представителей. Другой, менее используемый вариант не требует взаимно однозначного отношения между элементами трансверсали и множествами из {\displaystyle S}. В этой ситуации элементы системы представителей не обязательно различны. Далее приведены строгие определения наиболее распространённых подходов.

## Определения
1) Пусть {\displaystyle X} — некоторое множество. Пусть {\displaystyle 2^{X}} — булеан множества {\displaystyle X}, т.е. совокупность всех подмножеств множества {\displaystyle X}. Пусть {\displaystyle (X_{1},X_{2},\ldots ,X_{n})} — некоторая выборка из {\displaystyle 2^{X}}. Элементы в этой выборке могут повторяться.
Вектор {\displaystyle (x_{1},x_{2},\ldots ,x_{n})} из элементов множества {\displaystyle X} называется трансверсалью семейства {\displaystyle (X_{1},X_{2},\ldots ,X_{n})}, если выполнены следующие соотношения:
а) {\displaystyle x_{i}\in X_{i},\forall i\in {\overline {1,n}}}.
б) {\displaystyle x_{i}\neq x_{j},\forall i,j\in {\overline {1,n}}}
2) Обозначим как {\displaystyle E} конечное непустое множество, а как {\displaystyle S=(S_{1},S_{2},\ldots ,S_{m})} — семейство его подмножеств, то есть последовательность непустых подмножеств {\displaystyle E} длины {\displaystyle m}.
Трансверсалью семейства {\displaystyle S} является такое подмножество {\displaystyle T\subseteq E}, для которого существует биекция {\displaystyle \varphi \colon T\rightarrow \{1,2,\ldots ,m\}}, причём для {\displaystyle \forall t\in T} выполняется условие {\displaystyle t\in S_{\varphi (t)}}.
Другими словами, для элементов трансверсали существует такая нумерация, при которой {\displaystyle t_{i}\in S_{i}} для {\displaystyle i\in \{1,2,\ldots ,m\}}.
Поскольку {\displaystyle T} — множество, то все его элементы различны, отсюда и название «система различных представителей».

## Примеры
1) Пусть заданы множество {\displaystyle E=\{1,2,3,4,5\}} и семейство подмножеств {\displaystyle S=(S_{1}=\{1,4,5\},S_{2}=\{1\},S_{3}=\{2,3,4\},S_{4}=\{2,4\})}. Примером трансверсали для такого семейства может служить {\displaystyle T=\{1,2,3,4\}}, в котором {\displaystyle 1\in S_{2},2\in S_{4},3\in S_{3},4\in S_{1}}.
2) В некотором учреждении имеется {\displaystyle m} комиссий.  Требуется из состава каждой комиссии назначить их председателей так, чтобы ни один человек не председательствовал более чем в одной комиссии. Здесь трансверсаль комиссий составят их председатели.
3) В теории групп для данной подгруппы {\displaystyle H} группы {\displaystyle G} правый (соответственно левый) трансверсаль - это множество, содержащее ровно один элемент от каждого правого (соответственно левого) смежного класса {\displaystyle H}. В этом случае «множества» (смежные классы) взаимно не пересекаются, т.е. смежные классы образуют разбиение группы.
4) Как частный случай предыдущего примера, учитывая прямое произведение групп {\displaystyle G=H\times K}, получаем, что {\displaystyle H} является трансверсалью для смежных классов {\displaystyle K}.
5) Поскольку любое отношение эквивалентности на произвольном множестве приводит к разбиению, выбор любого представителя из каждого класса эквивалентности приводит к трансверсали.
6) Другой случай трансверсали на основе разбиения возникает, когда рассматривается отношение эквивалентности, известное как (теоретико-множественное) ядро функции, определенной для функции {\displaystyle f} с областью определения X, как её разбиение {\displaystyle \operatorname {ker} f:=\left\{\,\left\{\,y\in X\mid f(x)=f(y)\,\right\}\mid x\in X\,\right\}} которое разбивает область f на классы эквивалентности, так что все элементы в классе имеют один и тот же образ при отображении f. Если f инъективна, существует только одна трансверсаль {\displaystyle \operatorname {ker} f}. Для необязательно-инъективной f исправление трансверсали T в {\displaystyle \operatorname {ker} f} вызывает взаимно-однозначное соответствие между T и образом f, обозначаемое далее как  {\displaystyle \operatorname {Im} f}. Следовательно, функция {\displaystyle g:(\operatorname {Im} f)\to T} хорошо определяется свойством, которое для всех z :  {\displaystyle \operatorname {Im} f,g(z)=x} , где x - единственный элемент в T, такой что {\displaystyle f(x)=z}; кроме того, g может быть расширен (не обязательно единственным образом), так что он будет определен во всей области значений f путем выбора произвольных значений для g(z), когда z находится за пределами изображения f. Это простой расчет, чтобы убедиться, что определенное таким образом g обладает свойством {\displaystyle f\circ g\circ f=f}, что является доказательством (когда область определения и область значений f одно и тоже множество), что полугруппа полного преобразования является регулярной полугруппой. Отображение {\displaystyle g} действует как (не обязательно единственный) квазиобратный элемент для f; в теории полугрупп это просто обратный элемент. Однако обратите внимание, что для произвольного g с вышеупомянутым свойством «двойственное» уравнение {\displaystyle g\circ f\circ g=g} может не выполняться, но если мы обозначим {\displaystyle h=g\circ f\circ g}, то f является квазиобратным к h, то есть {\displaystyle h\circ f\circ h=h}.

## Существование
На практике чаще важен ответ на вопрос, существует ли трансверсаль для конкретного семейства. Некоторой шуточной формулировкой этого вопроса является задача о свадьбах:

Пусть имеется некоторое множество юношей и некоторое множество девушек. При этом каждый юноша из первого множества знаком с несколькими девушками из второго. Требуется женить всех юношей так, чтобы каждый сочетался моногамным браком со знакомой ему девушкой.

Эта задача имеет решение, если для семейства множеств, образованных из девушек, знакомых с конкретным юношей, существует трансверсаль.
Строгим решением задачи о существовании трансверсали является теорема Холла для трансверсалей, а также её обобщение — теорема Радо.

## Теорема Холла для трансверсалей
Пусть {\displaystyle E} - непустое конечное множество и {\displaystyle S=\left\{S_{1},S_{2},...,S_{m}\right\}} - семейство не обязательно разных непустых его подмножеств. В таком случае {\displaystyle S} имеет трансверсаль тогда и только тогда, когда для произвольных {\displaystyle k} подмножеств {\displaystyle S_{i}} их объединение включает не менее, чем {\displaystyle k} разных элементов {\displaystyle (k=1,2,...,m)}.

## Частичная трансверсаль
В случае, если {\displaystyle \varphi } — инъекция, то трансверсаль называется частичной. Частичные трансверсали семейства {\displaystyle S} являются трансверсалями его подсемейств. Любое подмножество трансверсали является частичной трансверсалью.

## Независимые трансверсали
Пусть на множестве {\displaystyle E} задан некоторый матроид. Пусть {\displaystyle S=(S_{1},S_{2},...,S_{m})} — семейство подмножеств множества {\displaystyle E}. Независимой трансверсалью для {\displaystyle S} назовём трансверсаль, которая является независимым множеством в смысле указанного матроида. В частности, если матроид - дискретный, то любая трансверсаль - независимая. Следующая теорема даёт критерий существования независимой трансверсали.

### Теорема Р. Радо
Пусть {\displaystyle M=(E,J)} — матроид. Последовательность {\displaystyle S=(S_{1},S_{2},\ldots ,S_{m})} — непустых подмножеств множества {\displaystyle E} имеет независимую трансверсаль тогда и только тогда, когда объединение любых {\displaystyle k} подмножеств из этой последовательности содержит независимое множество, в котором не менее {\displaystyle k} элементов, где {\displaystyle k} — произвольное натуральное число, не превосходящее {\displaystyle m}.
Доказательство:
{\displaystyle \square } Условие теоремы удобно сформулировать, используя понятие ранга множества (наибольшей мощности независимого подмножества):
{\displaystyle \forall A\subset \left\{1,2,\ldots ,m\right\}\ \ \ \rho \left(\bigcup \limits _{i\in A}{{S}_{i}}\right)\geq \left|A\right|}  (1)
Необходимость. Если имеется независимая трансверсаль, то её пересечение с множеством {\displaystyle \bigcup \limits _{i\in A}{{S}_{i}}} имеет {\displaystyle \left|A\right|} элементов, откуда {\displaystyle \rho \left(\bigcup \limits _{i\in A}{{S}_{i}}\right)\geq \left|A\right|}.
Достаточность. Предварительно докажем следующее утверждение:
Утверждение. Если в некотором множестве (например, {\displaystyle S_{1}}) содержится не менее двух элементов, то из этого множества можно удалить один элемент, не нарушив при этом условия (1).
{\displaystyle \vartriangle } От противного: пусть {\displaystyle \left|{{S}_{1}}\right|\geq 2} и, какой элемент ни удалить из {\displaystyle S_{1}}, условие (1) не будет выполнено. Возьмём два элемента {\displaystyle x} и {\displaystyle y} из множества {\displaystyle S_{1}}. Для них найдутся такие множества индексов {\displaystyle {A}'=\left\{1\right\}\bigcup A} и {\displaystyle {B}'=\left\{1\right\}\bigcup B}, где {\displaystyle A,\ B\subset \left\{2,\ 3,\ \ldots ,\ m\right\}}, что
{\displaystyle \rho \left(\bigcup \limits _{i\in A}{{S}_{i}}\left(\bigcup {{{S}_{1}}\backslash \left\{x\right\}}\right)\right)<\left|{{A}'}\right|=\left|A\right|+1} и {\displaystyle \rho \left(\bigcup \limits _{i\in B}{{S}_{i}}\left(\bigcup {{{S}_{1}}\backslash \left\{y\right\}}\right)\right)<\left|{{B}'}\right|=\left|B\right|+1} . (2)
Положим: {\displaystyle X=\bigcup \limits _{i\in A}{{S}_{i}}\bigcup {\left({{S}_{1}}\backslash \left\{x\right\}\right)}}, {\displaystyle Y=\bigcup \limits _{i\in B}{{S}_{i}}\bigcup {\left({{S}_{1}}\backslash \left\{y\right\}\right)}}. Соотношения (2) перепишем в виде: {\displaystyle \rho \left(X\right)\leq \left|A\right|;\ \rho \left(Y\right)\leq \left|B\right|}, откуда {\displaystyle \rho \left(X\right)+\ \rho \left(Y\right)\leq \left|A\right|+\left|B\right|}. (3)
С помощью условия (1) оценим снизу ранги объединения и пересечения множеств {\displaystyle X} и {\displaystyle Y}. Поскольку {\displaystyle X\bigcup {Y}=\bigcup \limits _{i\in A\bigcup {B}}{{S}_{i}}\bigcup {\left({{S}_{1}}\backslash \left\{x\right\}\right)}\bigcup {\left({{S}_{1}}\backslash \left\{y\right\}\right)=\bigcup \limits _{i\in A\bigcup {B}}{{S}_{i}}\bigcup {{S}_{1}}}}, выполняется неравенство {\displaystyle \rho \left(X\bigcup {Y}\right)\geq \left|A\bigcup {B}\right|+1}. (4)
В силу того, что {\displaystyle X\bigcap {Y}\supset \bigcup \limits _{i\in A\bigcap {B}}{{S}_{i}}}, имеем {\displaystyle \rho \left(X\bigcap {Y}\right)\geq \left|A\bigcap {B}\right|}. (5)
Используя свойство полумодулярности ранговой функции , после сложения (4) и (5) получим: {\displaystyle \rho \left(X\right)+\rho \left(Y\right)\geq \rho \left(X\bigcup {Y}\right)+\rho \left(X\bigcap {Y}\right)\geq \left|A\bigcup {B}\right|+\left|A\bigcap {B}\right|+1=\left|A\right|+\left|B\right|+1}. (6)
Неравенство (6) противоречит неравенству (3). Утверждение доказано. {\displaystyle \vartriangle }
Будем применять процедуру из утверждения до тех пор, пока у нас не останется {\displaystyle m} одноэлементных множеств {\displaystyle \left\{{{t}_{1}}\right\},\ \left\{{{t}_{2}}\right\}\ \ldots ,\ \left\{{{t}_{m}}\right\}}. При этом ранг их объединения {\displaystyle T=\left\{{{t}_{1}},\ {{t}_{2}},\ \ldots ,\ {{t}_{m}}\right\}} равен {\displaystyle m}. Значит,  {\displaystyle T} и есть искомая независимая трансверсаль. {\displaystyle \square }

### Следствие
Пусть {\displaystyle M=(E,J)} — матроид. Последовательность {\displaystyle S=(S_{1},S_{2},\ldots ,S_{m})} непустых подмножеств множества {\displaystyle E} имеет независимую частичную трансверсаль мощности {\displaystyle t} тогда и только тогда, когда объединение любых {\displaystyle k} подмножеств из этой последовательности содержит независимое подмножество мощности не менее {\displaystyle k+t-m}, т.е. {\displaystyle \forall A\subset \left\{1,\ 2,\ \ldots ,\ m\right\}\ \ \ \rho \left(\bigcup \limits _{i\in A}{S{}_{i}}\right)\geq \left|A\right|+t-m.} 

## Общие трансверсали
Критерий существования независимой трансверсали позволяет получить необходимое и достаточное условия существования общей трансверсали у двух различных систем подмножеств одного и того же множества.

### Теорема
Два семейства {\displaystyle S=(S_{1},S_{2},...,S_{m})} и {\displaystyle R=(R_{1},R_{2},...,R_{m})} непустых подмножеств конечного множества {\displaystyle E} обладают общей трансверсалью тогда и только тогда, когда для любых подмножеств {\displaystyle A} и {\displaystyle B} множества {\displaystyle {1,2,...,m}} выполняется неравенство {\displaystyle \left|\left(\bigcup \limits _{i\in A}{{S}_{i}}\right)\bigcap {\left(\bigcup \limits _{i\in B}{{R}_{i}}\right)}\right|\geq \left|A\right|+\left|B\right|-m.} .

## Теорема о числе различных трансверсалей семейства подмножеств
Пусть {\displaystyle S=(S_{1},S_{2},...,S_{m})} — семейство подмножеств некоторого множества {\displaystyle E}. Пусть известна матрица {\displaystyle A={{\left({{a}_{ij}}\right)}_{n\ x\,n}}=\left\{{\begin{aligned}&0,\ \ {{x}_{j}}\notin {{S}_{i}}\\&1,\ \ {{x}_{j}}\in {{S}_{i}}\\\end{aligned}}\right.}.
Тогда число различных трансверсалей семейства {\displaystyle S} равно перманенту матрицы {\displaystyle A} .

## Связь с другими разделами и применение
В теории оптимизации и теории графов нахождение общей трансверсали может быть сведено к нахождению максимального потока в сети .
В информатике вычисление трансверсалей используется в нескольких прикладных областях, а входное семейство наборов часто описывается как гиперграф.
Элементы, лежащие на главной диагонали произвольной квадратнойматрицы также являются трансверсалью семейства строк (столбцов). Выделение такой трансверсали используется при доказательстве ряда результатов в теории вероятностей и алгебре.
Применение трансверсалей и покрытий из них лежит в основе метода Эйлера — Паркера поиска ортогональных латинских квадратов к заданному латинскому квадрату.

## Обобщение
Понятие трансверсали можно обобщить.
Пусть имеется последовательность целых положительных чисел {\displaystyle (k_{1},k_{2},\ldots ,k_{m})}. Тогда {\displaystyle (k_{1},k_{2},\ldots ,k_{m})}-трансверсалью семейства {\displaystyle S} будет семейство {\displaystyle P=(P_{1},P_{2},\ldots ,P_{m})} подмножеств множества {\displaystyle E}, для которого выполняются условия:
1. {\displaystyle P_{i}\subseteq S_{i}} для {\displaystyle i\in \{1,2,\ldots ,m\}};
2. {\displaystyle |P_{i}|=k_{i}};
3. {\displaystyle P_{i}\cap P_{j}=\varnothing ,i\neq j}.